# Knights and Merchants: The Peasants Rebellion
Knights and Merchants: The Peasants Rebellion è un'espansione del videogioco gestionale e di strategia in tempo reale "Knights and Merchants: The Shattered Kingdom", ambientato nel medioevo in territorio Anglo-Sassone circa nel 1200, sviluppata da "Joymania Entertainment" e distribuita nell'anno 2001.

## Modalità di gioco
L'espansione aggiunge una nuova campagna composta da 14 nuove missioni per il gioco in singolo ed introduce 10 nuovi scenari utilizzabili soltanto per il gioco in gruppo su LAN o su Internet.